# Vicente Alves do Ó
Vicente Alves do Ó (Sines, 2 gennaio 1972) è un regista e sceneggiatore portoghese.

## Carriera
Nato a Sines, inizia la sua carriera come sceneggiatore. Dopo vari corti, registra il suo primo lungometraggio, Quinze Pontos na Alma, nel 2011. Nel 2012 realizza un secondo lungometraggio, Florbela, sulla vita della scrittrice Florbela Espanca. Il film si rivelò un successo al botteghino, grazie anche alla sua tecnica innovatrice che portò le scene della pellicola in ben 54 città del Portogallo. Sempre sulla vita di Florbela Espanca, Alves do Ó produsse una miniserie di tre episodi per la RTP, la tv pubblica portoghese.
Nel 2017, basandosi sulla vita del poeta e artista Al Berto, dirige un film omonimo.

## Filmografia

### Sceneggiatore
- Monsanto (serie tv), regia di Ruy Guerra (2000)
- Facas e Anjos (serie tv), regia di Eduardo Guedes (2000)
- A Menina dos Meus Olhos (corto), regia di Isabel Rosa (2001)
- A Filha, regia di Solveig Nordlund (2003)
- Os Imortais, regia di António-Pedro Vasconcelos (2003)
- Kiss Me, regia di António da Cunha Telles (2004)
- Amigos como Dantes (serie tv), regia di Mário Barroso (2005)
- Entre o Desejo e o Destino (corto) (2005)
- Castelos no Ar (corto) (2008)
- O Inimigo Sem Rosto, regia di José Farinha (2010)
- A Assassina Passional Está Louca! (corto) (2010)
- Assalto ao Santa Maria, regia di Francisco Manso (2010)
- Quinze Pontos na Alma (2011)
- Florbela (2012)
- Perdidamente Florbela (serie tv) (2012)
- Golpe de Sol (2017)

### Regista
- Entre o Desejo e o Destino (corto) (2005)
- Castelos no Ar (corto) (2008)
- A Assassina Passional Está Louca (corto) (2010)
- Quinze Pontos na Alma (2011)
- Florbela (2012)
- Perdidamente Florbela (serie tv) (2012)
- Os Filhos do Rock (serie TV - tre episodi) (2014)
- O Amor é Lindo...Porque Sim! (2016)
- Al Berto (2017)
- Golpe de Sol (2018)

### Direttore di scena
- Variações, de António (2016)